# Tours Métropole Basket
Maillots
Actualités
Le Tours Métropole Basket est un club français de basket-ball basé à Tours, anciennement connu sous le nom de l'Union Tours Basket Métropole (UTBM). Le changement de nom survint lors de la montée en Pro B en 2021. Le club joue ses matchs à domicile à la Halle Monconseil.

## Historique

### Les clubs tourangeaux
Le Tours Métropole Basket devient l'équipe fanion du basket à Tours. Liste des anciens clubs ayant participé à la création du TMB
- PLLL Tours Basket (1938- )
- UTBM (2014-2021)

### 1938: Fondation du PLLL Tours Basket
Le Patronage Laïque La Riche Lamartine'voit le jour en 1912 et la section basket-ball sera créée en 1938 par l'initiative de Gérard Guertin.
Les premiers pas du club se déroulent au Gymnase Dabilly.

### 2014: Fondation de l'Union Tours Basket Métropole (UTBM)
L'Union Tours Basket Métropole fondée en 2014 résulte d'une union faisant suite au rapprochement du Touraine Basket Club (TBC) et du PLLL Tours Basket pour donner un second souffle au basket tourangeau et espérer retrouver la ligue professionnelle qu'elle n'a plus connue depuis la disparition du NPO Tours en 1998.

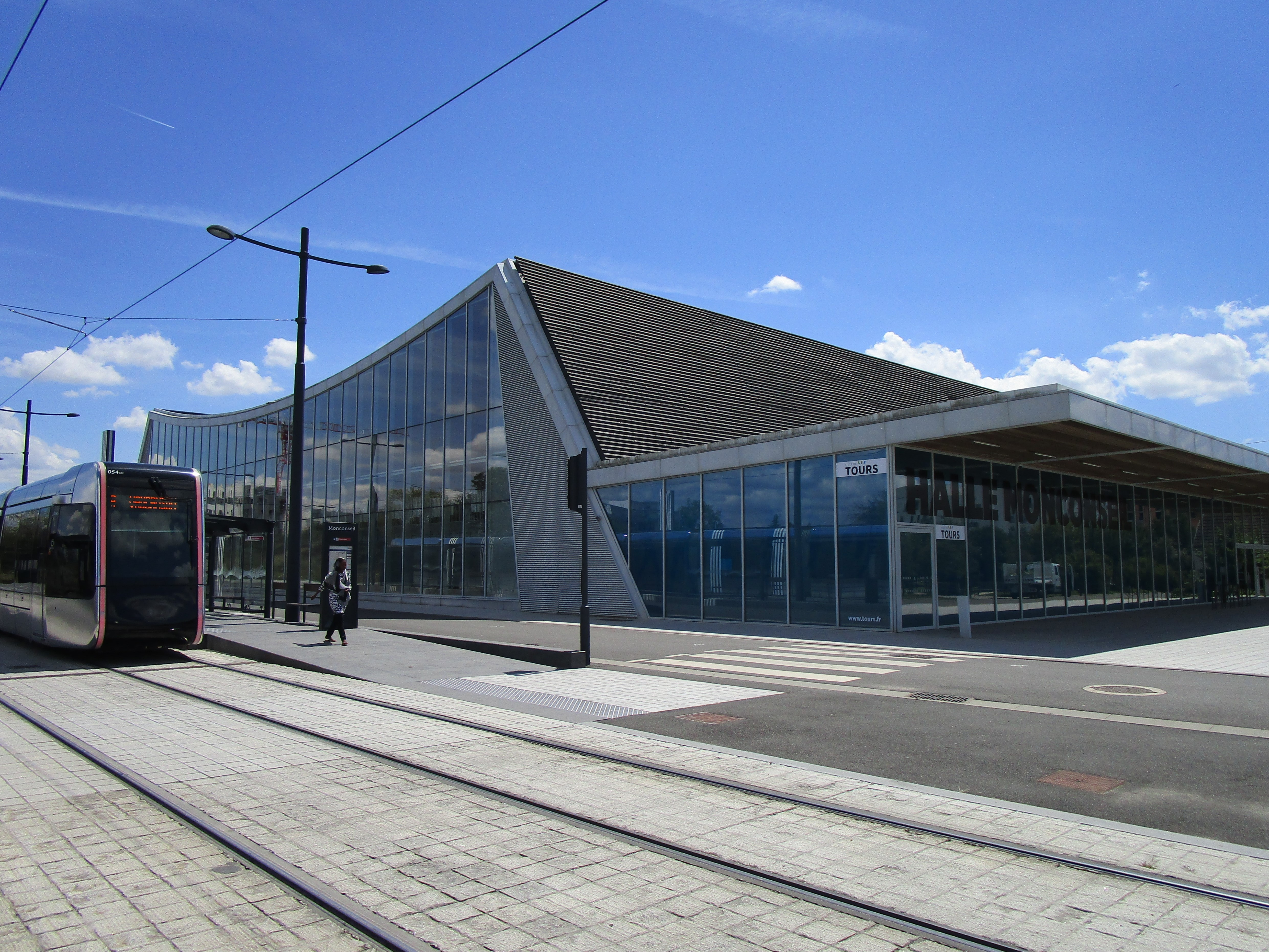
La halle sportive du quartier Monconseil

En 2014, le Touraine BC crée, avec le PLLL Tours (Patronage Laïque La Riche Lamartine Tours, dont l'équipe évoluait en NM2), l'Union Tours Basket Métropole (UTBM) dont l'équipe évolue en NM2.
Pour la saison 2018-2019, l'UTBM a obtenu son accès en Nationale Masculine 1 (NM1) à la suite de l'évolution de la formule du championnat de NM1. Son ambition affichée est la montée en Pro B à moyenne échéance.
Au terme de la saison 2020-2021, l'équipe est promue en Pro B et retrouve le second échelon de la ligue professionnelle (Pro B) pour la première fois depuis 23 ans.

### 2021: Les débuts du Tours Métropole Basket
Lors de la saison de Pro B 2021-2022, alors que quatre équipes terminent avec le même bilan, les résultats du TMB face à ses concurrents directs ne sont pas à leur avantage et l'équipe est reléguée en Nationale 1.
Pour la saison 2022-2023, l'objectif est de remonter de suite en Pro B. Mais le début de saison est manqué. Le TMB ne compte qu'une seule victoire sur ses 7 premiers matchs de championnat. En décembre 2022, le club se sépare de son entraîneur Thomas Drouot et Valérie Garnier prend le relais. Forte de son expérience en tant que coach au Tango Bourges Basket mais également en tant que sélectionneuse de l'équipe de France féminine de 2013 à 2021, elle a pour mission de maintenir le club en Nationale 1. Finalement, le Tours MB termine la première phase à la 10ème place et parvient de justesse à obtenir sa place dans la poule moyenne. Qualifiés pour les play-offs, les Tourangeaux sont battus par Loon-Plage sur la troisième confrontation décisive (76 à 62 en faveur des Loonois) et s'arrêtent dès les huitièmes de finale.
Fin août 2023, Valérie Garnier décide de partir du club pour revenir en Turquie, au Fenerbahçe SK (basket-ball féminin), qu'elle avait entraîné entre 2018 et 2019. Pour pallier ce départ, Cédric Heitz est engagé, après avoir sauvé de la relégation le club polonais du Twarde Pierniki Toruń (en). Après une première phase réussie avec une deuxième place à la clé, le TMB termine la seconde phase à la septième place et se qualifie pour les play-offs. Après avoir éliminé Pont-de-Chéruy au tour précédent, Tours s'incline en quarts de finale contre Caen, futur vainqueur de ces play-offs.
À l'issue de la saison 2024-2025, le TMB termine cinquième lors de la première phase puis septième lors de la deuxième. En play-offs, le TMB est battu en quarts de finale par Challans. À noter qu'en Coupe de France, Tours se hisse jusqu'en huitièmes de finale et s'incline 94 à 72 contre Le Mans, club de l'élite du basket-ball français. Le 3 avril 2025, le président du club Bruno de l'Espinay, en place depuis 2014, annonce qu'il démissionnera à la fin de la saison. Le 2 mai 2025, le club annonce que Jacques Bouhier et Frédéric Chouraki (président de la partie associative du TMB) succèderont à Bruno de l'Espinay à la présidence.

## Identité du club

Ancien logo de l'Union Tours Basket Métropole (UTBM)

Le logo du Tours Métropole Basket depuis 2021.

### Nom et logo
L'Union Tours Basket Métropole regroupait les clubs du PLLL Tours Basket et du Touraine BC. En juillet 2021, le Tours Métropole Basket voit le jour, toujours avec le PLLL (partie associative) mais sans le Touraine BC qui n'est pas concerné dans ce nouveau projet.
Un nouveau logo est dévoilé le 17 juillet 2021 : 
- Le blason symbolise le bouclier et les armoiries du chevalier
- Trois remparts sont présents, faisant référence aux trois tours présentes sur le blason de la ville de Tours
- Les lignes d'un ballon de basket sont représentées dans un fond rouge, couleur du PLLL.
- Le chevalier est un symbole de la région : la Touraine, connue notamment pour ses châteaux. Il représente dans le même temps les valeurs de combativité, de courage et de victoire. Les touches de bleu sur la crinière du casque, le manche de l'épée et le bouclier font référence à la ville de Tours. Les                  joueurs sont d'ailleurs surnommés Les Knights.

## Bilan par saison
| Tours Métropole Basket |                      |                      |                      |                      |                      |                      |                             |                                                                        |                                                         |                      |                |                |
| Saison                 | Championnat national | Championnat national | Championnat national | Championnat national | Championnat national | Championnat national | Championnat national        | Championnat national                                                   | Coupe de France                                         | Leaders Cup de Pro B | Coupe d'Europe | Coupe d'Europe |
| Saison                 | Division             | Classement           | MJ                   | V                    | D                    | %V                   | Play-offs                   | Résultat                                                               | Coupe de France                                         | Résultat             | Compétition    | Résultat       |
| 2021-2022              | Pro B                | 17ème                | 34                   | 14                   | 20                   | 41,2                 | X                           | X                                                                      | 16e de finale, éliminé par EB Pau-Orthez 64-80          | 3e Poule C 1v-3d     | X              | X              |
| 2022-2023              | NM1                  | 10ème (phase 1)      | 26                   | 11                   | 15                   | 42,3                 | 4e poule B (phase 2)        | 8e de finale, éliminé par AS Loon Plage Basket (2-1) 79-76/80-88/76-62 | 64e de finale, éliminé par Vendée Challans Basket 79-87 | X                    | X              | X              |
| 2023-2024              | NM1                  | 2ème (phase 1)       | 26                   | 18                   | 8                    | 69,2                 | 7e poule A (phase 2), 9v-9d | Quart de finale, éliminé par Caen BC (2-0) 83-77/87-71                 | 32e de finale, éliminé par Limoges CSP 83-102           | X                    | X              | X              |
| 2024-2025              | NM1                  | 5ème (phase 1)       | 26                   | 14                   | 12                   | 53,8                 |                             |                                                                        | 8e de finale, éliminé par Le Mans Sarthe Basket 72-94   | X                    | X              | X              |

## Distinctions joueurs/club
- Dylan Affo Mama : vainqueur du concours de dunks lors du All-Stars Game LNB de 2021

## Joueurs et personnalités du club

### Joueurs
- 2018-2022 :  Fabien Ateba

### Entraîneurs
- 2013-2016 :  Sébastien Duval
- 2016-2022 :  Pierre Tavano
- 2022-2023 :  Thomas Drouot
- 2022-2023 :  Valérie Garnier
- Depuis août 2023 :  Cédric Heitz